# Ludovico Scarfiotti
Ludovico Scarfiotti (n. 18 octombrie 1933 - d. 8 iunie 1968) a fost un pilot italian de Formula 1 care a evoluat în Campionatul Mondial între anii 1963 și 1968.

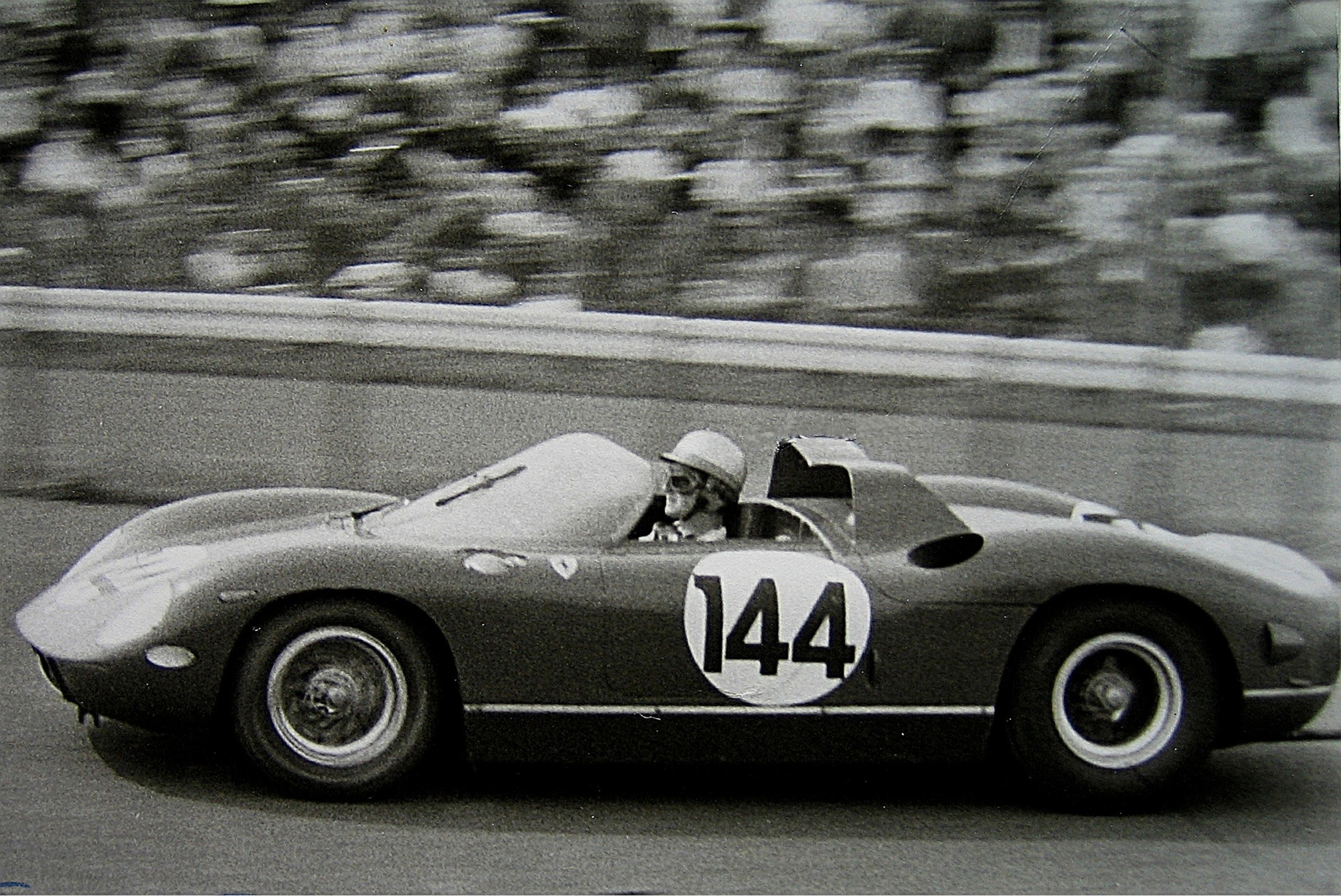
Ludovico Scarfiotti la Nürburgring, 1964